# Биківська сотня
Биківська сотня — адміністративно-територіальна та військова одиниця Переяславського полку у добу Гетьманщини з центром у містечку Биків.

## Історія
Одна з найстаріших козацьких сотень. Заснована ще Остафієм Дашковичем близько 1514 року у його власницькому Бикові, якому були підпорядковані 9 сіл. Сотня на чолі з Остафієм Дашковичем звільняла Острожського з Московської неволі. Письмова згадка про Биківську сотню, як адміністративного підрозділу Переяславського полку Козаччини сягає 1530-х років. Згадана сотня і у реєстрі 1638 року як підрозділ Переяславського полку на чолі із сотником Леськом Лютаєм. Остаточно сформувалася ще навесні 1648 року, позаяк козаків на її території було чимало. За Зборівським реєстром 16 жовтня 1649 року, сотня мала 141 козака. У складі Переяславського полку перебувала до Андрусівської угоди, коли Україну було розділено між Польщею і Росією. Унаслідок укрупнення лівобережних сотень разом із козаками та селами включена до складу Басанської сотні. Певний час існувала також Биківська волость, яку теж було включено до Басанської сотні. До складу волості належали Биків, Білоцерківка, Вороньки, Веприк, Згурівка, Середівка, Старий Биків, Козацьке, Макиївка, Миколаїв, Петрівка, Красне і Усівка, які входили до гетьманських маєтностей.
Після Андрусівської угоди козаки складали окрему сотню Миргородського полку Биківської волості куди входили села Вороньки і Веприк.

## Сотенна старшина

### Список сотників Биківської сотні
| № | Ім'я             | Початок | Завершення | Прим. |
| - | ---------------- | ------- | ---------- | ----- |
| 1 | Федір Лутай      | 1625    |            |       |
| 2 | Онопрій Величко  | 1649    |            |       |
| 3 | Іван Бородатий   | 1653    |            |       |
| 4 | Єфрем Биківський | 1654    |            |       |